# Imaginary Television
Albums de Graham Parker
Don't Tell Columbus
(2007) -
Imaginary Television est un album de Graham Parker sorti le 16 mars 2010 sur le label Bloodshot Records.

## Liste des pistes
| No  | Titre                              | Auteur        | Durée |
| --- | ---------------------------------- | ------------- | ----- |
| 1.  | Weather Report                     | Graham Parker | 3:30  |
| 2.  | Broken Skin                        | Parker        | 4:19  |
| 3.  | It's My Party (But I Won't Cry)    | Parker        | 2:38  |
| 4.  | Bring Me a Heart Again             | Parker        | 2:01  |
| 5.  | Snowgun                            | Parker        | 3:39  |
| 6.  | Always Greener                     | Parker        | 2:49  |
| 7.  | See Things My Way                  | Parker        | 2:33  |
| 8.  | You're Not Where You Think You Are | Parker        | 4:48  |
| 9.  | Head on Straight                   | Parker        | 3:02  |
| 10. | More Questions Than Answers        | Johnny Nash   | 2:38  |
| 11. | 1st Responder                      | Parker        | 3:11  |